# 赵东元
赵东元（1963年6月—），出生于辽宁沈阳，籍贯河北卢龙，中国物理化学家，复旦大学化学系教授、复旦大学党委常委、统战部部长、化学与材料学院院长。

## 生平
1963年出生于辽宁沈阳，籍贯河北卢龙。1984年毕业于吉林大学化学系，1987年、1990年先后获该校硕士、博士学位。博士毕业后在以色列魏茨曼科学研究所，休斯顿大学，加州大学圣巴巴拉分校做博士后研究。1998年开始在复旦大学任教。现任《科学通报》执行副主编。2007年当选中国科学院院士。後來赵东元憑藉“有序介孔高分子和碳材料的创制和应用”项目获2020年度国家自然科学奖一等奖。2023年5月26日獲得上海市科技功臣獎。